# Paris-Syndrom

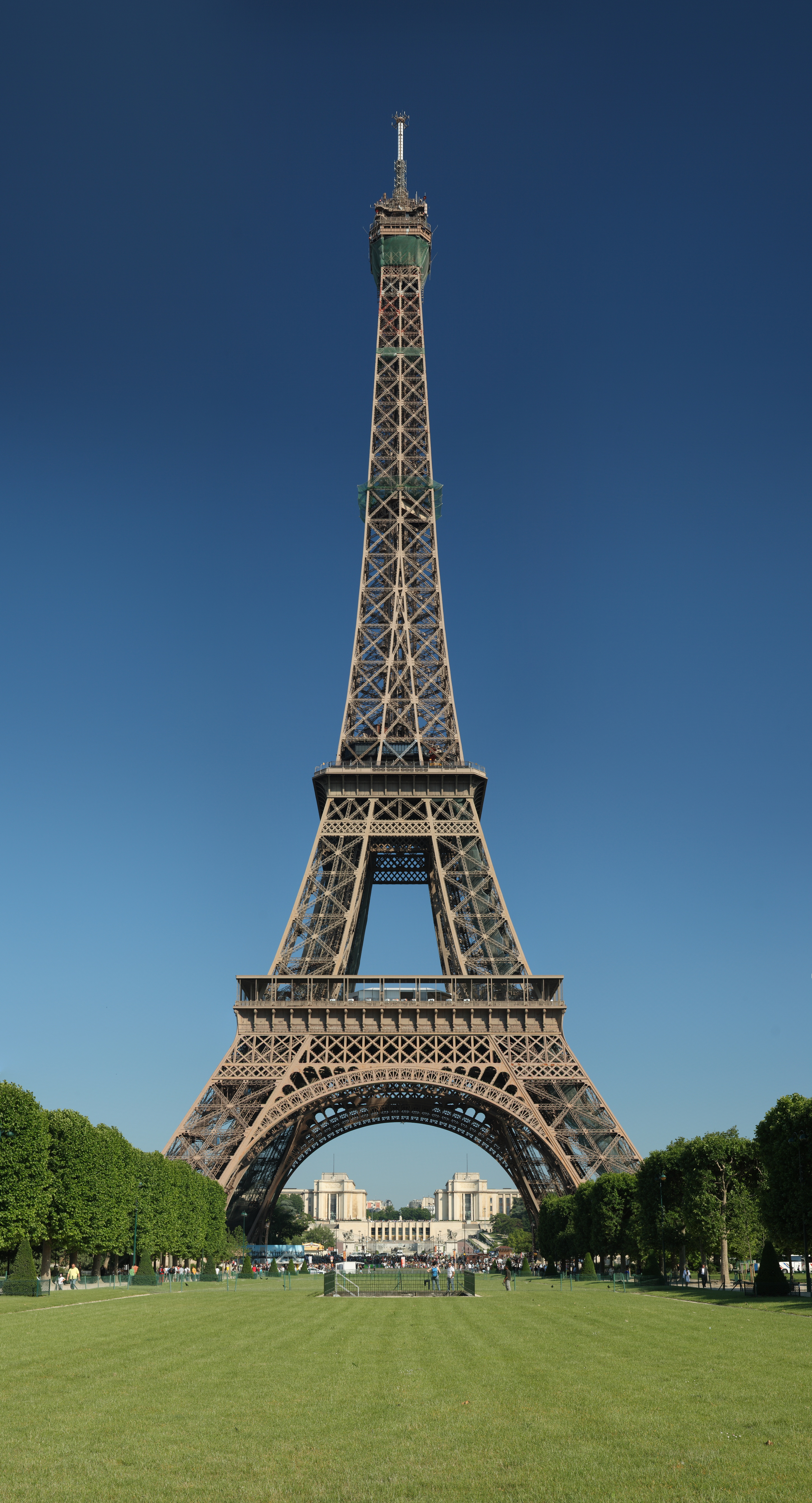
Der Eiffelturm, Wahrzeichen der Stadt Paris

Als Paris-Syndrom (französisch syndrome de Paris, japanisch パリ症候群 Pari shōkōgun) wird eine vorübergehende psychische Störung bezeichnet, die meist Japaner beim Aufenthalt in Paris trifft. Es handelt sich um ein kulturgebundenes Syndrom, das ähnlicher Natur ist wie das Stendhal- und das Jerusalem-Syndrom, nicht jedoch um eine anerkannte Diagnose (nach ICD-10 oder DSM-IV). Als Auslöser des Paris-Syndroms gilt die starke Differenz zwischen der Erwartungshaltung der Touristen und der Realität der Stadt.

## Geschichte
Die Grundlage des Begriffs Paris-Syndrom (Pari shōkōgun) lieferte der in Paris arbeitende japanische Psychiater Hiroaki Ota, der 1991 das Buch Pari shôkôgun veröffentlichte und schon 1986 die ersten Personen mit dem Syndrom diagnostizierte. Youcef Mahmoudia, Arzt am Hôtel-Dieu de Paris, kam zu dem Schluss, das Paris-Syndrom sei eine psychopathologische Manifestation, die eher mit der Reise als mit dem Reisenden verbunden sei. Seiner Theorie nach bringt die Aufregung, die der Besuch in Paris auslöst, eine Erhöhung der Herzfrequenz mit sich, was zu Kurzatmigkeit und Schwindelgefühlen führt, wodurch Halluzinationen ähnlich dem Stendhal-Syndrom entstehen.

## Symptome
Das Paris-Syndrom ist durch einige psychische Symptome gekennzeichnet: akute Wahnzustände, Halluzinationen, Verfolgungswahn (Wahrnehmung, ein Opfer von Vorurteilen, Aggression oder Anfeindung durch andere zu sein), Derealisation, Depersonalisation, Angst sowie psychosomatische Manifestationen wie etwa Schwindel, Tachykardie oder Schwitzen.
Die Ausprägungen unterscheiden sich. So berichtete Yoshikatsu Aoyagi, Konsulatschef der japanischen Botschaft in Paris, im Oktober 2006 von zwei Frauen, die glaubten, ihr Hotelzimmer sei verwanzt und gegen sie sei eine Verschwörung gerichtet; einem Mann, der der Überzeugung war, er sei Ludwig XIV., und einer Frau, die glaubte, sie werde mit Mikrowellen attackiert.

## Häufigkeit
Die Zahl der Fälle pro Jahr ist nicht genau erfasst. In der Berichterstattung zum Syndrom liegen die Zahlen zwischen 12 und 100 Fällen pro Jahr. Die japanische Botschaft in Paris spricht von 20 bis 24 „gravierenden Fällen“ pro Jahr.

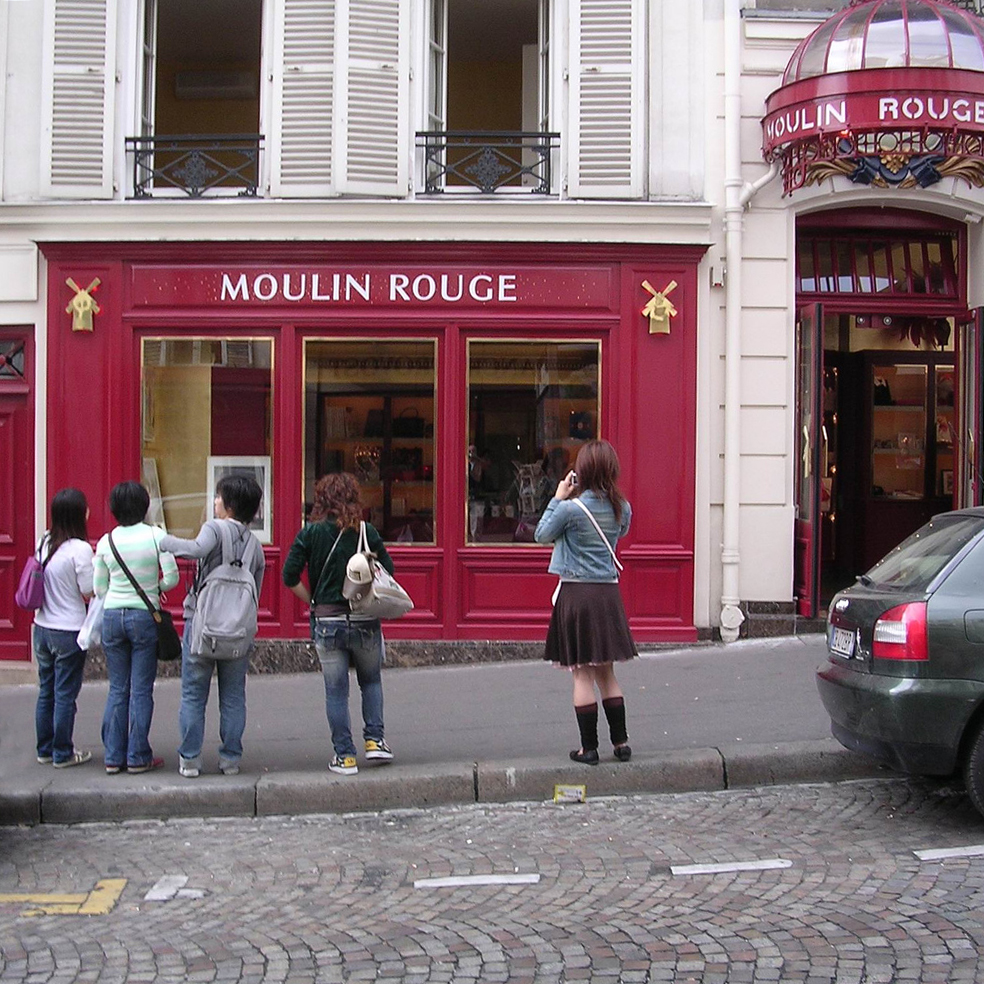
Japanische Touristen in Paris

Im Artikel Les Japonais en voyage pathologique à Paris: un modèle original de prise en charge transculturelle, der 2004 im französischen Psychiatriemagazin Nervure erschien, nennen die Autoren, darunter auch Ota, eine Zahl von 63 Patienten zwischen 1988 und 2004. Von diesen 63 Patienten waren 34 Frauen und 29 Männer im Alter zwischen 20 und 65 Jahren, wobei 50 % zwischen 20 und 30 Jahren alt waren.
Laut Ota sind vor allem japanische Frauen in ihren Dreißigern betroffen.
Das Syndrom ist nicht auf Touristen beschränkt: In einem Artikel aus dem Jahr 2005 erwähnte Ota, dass 73 % der Patienten junge Frauen seien, die eine geringe Motivation besitzen, die Sprache Französisch zu lernen, jedoch durch die finanzielle Unterstützung ihrer Familie in Paris leben können. Auch junge Frauen aus diesen familiären Verhältnissen, die mit „romantischen Vorstellungen“ etwa Kunstgeschichte in Paris studieren wollen, fallen in dieses Muster. Zudem gibt es Berichte über ein zunehmendes Auftauchen des Paris-Syndroms unter chinesischen Touristen.
Zwischen 700.000 und einer Million Japaner besuchen Paris pro Jahr und zwischen 20.000 und 25.000 Japaner leben in Paris, wobei in anderen Quellen jedoch auch 28.000 japanische Einwohner genannt werden. 2004 waren 14.000 japanische Bewohner von Paris beim Konsulat gemeldet, wobei von „weiteren tausenden“ ausgegangen wurde, die nicht beim Konsulat gemeldet waren. 1996 lebten 20.060 Japaner in Frankreich, 9.012 davon in Paris.

## Auslöser
Der Artikel Les Japonais en voyage pathologique à Paris: un modèle original de prise en charge transculturelle benennt folgende zugrundeliegende Probleme:
- Sprachbarriere: Die Tatsache, dass nur wenige Japaner Französisch und nur wenige Franzosen Japanisch sprechen, führt zu Kommunikationsunfähigkeit oder kommunikativen Fehlern. Dies ist eine der Hauptschwierigkeiten.
- Kulturelle Unterschiede: Für Japaner ist die Zugehörigkeit zu einer Gruppe wichtig. Trennung von der Bezugsgruppe wird als verunsichernd erlebt. Im Gegensatz zu den strengen, betont höflichen Umgangsformen der Japaner neigen Franzosen zu einer direkten, ungezwungenen Kommunikation mit häufigen und schnellen Stimmungs- und Ausdrucksschwankungen, die von Japanern als verwirrend oder unfreundlich aufgefasst werden kann. Mario Renoux, der Präsident der französisch-japanischen Ärztegesellschaft, beschrieb in einem AP-Artikel die „aggressive Ungeduld und den direkten Humor der Franzosen“ als einschüchternd.[18]
- Das idealisierte Bild von Paris: Die von den Medien vermittelte Vorstellung von Paris als Stadt des Luxus, der Mode und eines glamourösen Lebens kollidiert mit dem Erlebnis einer unspektakulären Alltagsrealität.
- Erschöpfung: Geschäfts- und Urlaubsreisen mit einem eng getakteten Terminkalender und einer Fülle von Erlebnissen in extrem kurzer Zeit können zur psychischen Destabilisierung führen. Hinzu kommen die Auswirkungen des Jetlags.

Renoux nannte in einem Artikel in der Tageszeitung Libération japanische Zeitschriften als hauptverantwortlich für die Entstehung des Syndroms. Renoux gibt an, dass in japanischen Medien (speziell jedoch in Magazinen) Paris als ein Ort beschrieben wird, in dem die meisten Menschen auf der Straße wie Models aussehen und die meisten Frauen Kleidung der Marke Louis Vuitton tragen. In einem anderen Bericht wurde er hinsichtlich der japanischen Sicht auf Paris so zitiert:

« Ils voient le Montparnasse des Années folles, Manet, Renoir, et des Parisiennes habillées comme des gravures de mode. »

„Sie sehen den (Boulevard du) Montparnasse der goldenen Zwanziger, Manet, Renoir und die wie auf Modezeichnungen angezogenen Pariserinnen.“

Andere idealisierende Einflüsse könnten Filme wie Die fabelhafte Welt der Amélie sein, die Paris romantisch verklärt darstellen. Die Besucherzahlen des Films in den Kinos in Japan lagen bei 1,3 Millionen Personen, wodurch Japan bei den Besucherzahlen auf Platz 6 weltweit lag. Zudem leben einige japanische Fernseh- und Filmberühmtheiten in Paris.

## Behandlung
Bei leichteren Fällen wird das Paris-Syndrom durch Bettruhe und Hydration behandelt, bei schwereren Fällen auch durch den Aufenthalt in einer Klinik (25 % der Fälle) und durch die Heimreise. In einem Viertel der Fälle, die die japanische Botschaft bearbeitet, wird eine sofortige Heimreise nötig. Im Jahr 2011 gab es mindestens sechs Fälle, in denen die Botschaft eine Heimreise unter medizinischer Beaufsichtigung veranlassen musste.
Nach Aussagen von Mahmoudia geht es nach der Behandlung „einem Drittel sofort besser, ein Drittel erleidet Rückfälle und der Rest bekommt Psychosen“.
2006 gründete Yoshikazu Sekiguchi in Paris einen Ableger der Nichtregierungsorganisation green bird, die es sich zur Aufgabe gemacht hat, Städte zu reinigen. Sekiguchi gab an, die green birds wollen „Paris attraktiver machen“, was „auch gegen das Paris-Syndrom“ helfen würde.

## Rezeption

### Mediale Kritik und Zweifel an der Existenz des Syndroms
Ein Editorial in der Japan Times kritisierte die Bezogenheit der Studie auf japanische Touristen und sah die Frage ungeklärt, warum das Syndrom speziell in Paris und nicht etwa auch in „New York oder Mexiko-Stadt“ auftrete. Der Artikel schloss: „Selbst wenn Paris eine Handvoll überempfindsame japanische Reisende zum Arzt schickt, scheint es eine Übertreibung, ihre Bedrängnisse als Syndrom zu kennzeichnen“ („Even if Paris does send a handful of fragile Japanese travelers to the doctor, it seems a stretch to label their affliction a syndrome.“).
In dem Artikel „Say Cheese!“ von Lauren Collins im Magazin The New Yorker beschäftigte sich diese mit dem Paris-Syndrom und einem eventuell analog existierenden New-York-Syndrom. Dabei zitierte sie Howard Sigman, einen Konsulatsbeamten des japanischen Konsulats in New York. Dieser gab an, er glaube nicht an das Paris-Syndrom oder eine „New-York-Belastung“. Seiner Ansicht nach sind die Fälle, die durch den Kulturschock mit der japanischen Botschaft in Paris zu tun haben, „meist das Ergebnis einer bereits existierenden psychischen Erkrankung“.
Der Wissenschaftsblog Neurobonkers stellte die Vermutung auf, dass es sich aufgrund der geringen Patientenanzahl um einen Fall von illusorischer Korrelation handeln könnte. Man ging von einer Quote von 12 Erkrankten bei einer Million japanischen Besuchern pro Jahr aus und verglich dies mit der Quote von Personen, die in ihrem Leben einmal eine schizophrenische Episode erleben, welche umgerechnet 7000 Erkrankte pro einer Million Menschen beträgt.
Der Blog royalwithcheese beschrieb die Verwendung der Bezeichnung Paris-Syndrom für zwei unterschiedliche Fälle. Zu Beginn sei diese auf Japaner, die in Paris lebten, angewendet worden. Die Medien und Ärzte wie Youcef Mahmoudia und Mario Renoux hätten es dann jedoch auf japanische Touristen bezogen. Die Autorin bezweifelte den Syndrom-Charakter des Paris-Syndroms und schrieb, dass es „nicht mehr als der Ventilatortod in Korea“ sei.
Der Kolumnist A. A. Gill der The Sunday Times nannte scherzhaft Rom als ein Heilmittel für das Paris-Syndrom.

### Kulturelle Werke
Der französische Schriftsteller Philippe Adam verfasste ein Buch mit dem Titel Le Syndrome de Paris, welches 2005 erschien. Es behandelt die Geschichte einer Praktikantin der japanischen Botschaft in Paris, die mit dem Paris-Syndrom zu kämpfen hat. Das Buch wurde im Jahr 2008 von der japanischen Regisseurin Saé Shimaï verfilmt. Auch der Film Mimi no Nikki behandelte das Thema Paris-Syndrom. Der Film erschien 2012 und behandelt das Leben einer jungen Japanerin in Paris.
Der Künstler Jun Yang gestaltete in der Galerie für Zeitgenössische Kunst das Café Paris Syndrom sowie ein Hotelzimmer, welches er mit Hotel Paris Syndrom betitelte. Das Hotel Paris Syndrom öffnete im Dezember 2010 und entspricht, wie das Café, dem Syndrom insoweit, dass original französisch wirkende Möbelstücke und Fotografien lediglich Nachbildungen sind und somit der Unterschied zwischen Erwartung und Realität dargestellt wird.
Zudem existieren zwei Dokumentationen zum Paris-Syndrom. John Menicks „Paris Syndrome“ erschien 2010 und wird von diesem als „kurzes, filmisches Essay“ beschrieben. Die Dokumentation ist dabei 27 Minuten lang. 2012 veröffentlichte Raphaël George seine neunminütige Dokumentation „Le Syndrome de Paris“, in der er die Symptome des Syndroms beschreibt und Pierre Rameau, Arzt am Hôpital Sainte-Anne, das Syndrom erklärt.
Auch in der Musik fand das Paris-Syndrom Erwähnung: Die deutsche Band Blumengarten veröffentlichte 2023 den Song Paris Syndrom, der sich thematisch mit enttäuschten Erwartungen auseinandersetzt und die Diskrepanz zwischen romantischer Vorstellung und ernüchternder Realität thematisiert.